# Duži (Trebinje)
Pour les articles homonymes, voir Duži.
Duži (en serbe cyrillique : Дужи) est un village de Bosnie-Herzégovine. Il est situé sur le territoire de la ville de Trebinje et dans la république serbe de Bosnie. Selon les premiers résultats du recensement bosnien de 2013, il compte 17 habitants.

## Géographie
Le village est entouré par les localités suivantes :
| Marić Međine | Marić Međine Bijelač |                     |
| Taleža       | Duži                 | Dražin Do Gomiljani |
| Gola Glavica | Ljubovo              | Bijograd            |

## Histoire
Sur le territoire du village se trouve un monastère orthodoxe qui remonte au XVIIe siècle.

## Démographie

### Évolution historique de la population dans la localité
| 1948 | 1953 | 1961 | 1971 | 1981 | 1991 | 2013 |
| ---- | ---- | ---- | ---- | ---- | ---- | ---- |
| -    | -    | 61   | 41   | 29   | 24   | 17   |

|  |

### Répartition de la population par nationalités (1991)
En 1991, les 24 habitants du village étaient tous serbes.

### Communauté locale
En 1991, la communauté locale de Duži comptait 331 habitants, répartis de la manière suivante :